# Alberto Giovannetti
Alberto Giovannetti (1913 - 1989) foi um sacerdote italiano da Igreja Católica que trabalhou na Cúria Romana e serviu como o primeiro Observador Permanente da Santa Sé nas Nações Unidas de 1964 a 1973.

## Biografia
Alberto Giovannetti nasceu em Monterotondo, Roma, em 1913.
Em preparação para uma carreira no serviço diplomático, concluiu o curso de estudos na Pontifícia Academia Eclesiástica em 1940. Trabalhou nos escritórios da Seção de Relações com os Estados da Secretaria de Estado e foi perito, isto é, perito designado, do Concílio Vaticano II.
Como historiador do Vaticano, ele publicou obras defendendo o Papa Pio XII por não ter denunciado o Holocausto. Escrevendo no jornal oficial do Vaticano, L'Osservatore Romano, em 1963, ele disse que "as enormes dimensões e a monstruosa crueldade [sofrida pelos judeus] só ficaram aparentes em sua luz sinistra depois da guerra. As informações sobre estes crimes que atingiram o Vaticano era escassa e vaga ... e foi com base em revelações e notícias que mesmo aqueles que transmitiu que não podia garantir."
Embora a maior parte de seu trabalho em Roma e como diplomata em Nova York não fosse realizado em público, ele desenvolveu uma reputação de habilidade e acuidade. No final de sua carreira, a revista Time o descreveu como "enganosamente angelical". No início de 1964, quando o governo da China disse que a estratégia de paz do Papa Paulo e de seus dois predecessores nada mais era do que "cloroformação do mundo", Giovannetti escolheu aceitar essa avaliação como um elogio, escrevendo no L'Osservatore Romano: "É com surpresa que vemos os comunistas chineses afirmarem a existência de uma identidade perfeita de intenções e ações nos últimos três papas no campo do problema fundamental da paz ”.
O Departamento de Estado do Vaticano notificou o Secretário Geral da ONU U Thant que Giovannetti seria seu primeiro Observador Permanente nas Nações Unidas em 21 de março de 1964. Giovannetti se encontrou com Thant pela primeira vez em 21 de setembro. Seu único papel público veio com a visita do Papa Paulo para discursar na Assembleia Geral das Nações Unidas em 1965, para a qual ele também administrou negociações nos bastidores, evitando que a viagem assumisse um elenco político e permitindo que os oficiais da Igreja locais tivessem um papel. Seus deveres estendiam-se também às agências da ONU, nessa época antes que a Santa Sé tivesse um observador em Genebra com essa responsabilidade; ele liderou uma delegação a uma Conferência de Comércio das Nações Unidas em abril de 1964. Como sacerdote e diplomata, Giovannetti continuou a exercer certas funções pastorais, oficializando, por exemplo, o casamento de um funcionário da ONU de Daomé, com a presença do presidente daquele país.
O Papa Paulo nomeou Giovanni Cheli para suceder Giovannetti em seu cargo na ONU em 1973. Como Giovannetti, Cheli ainda não era bispo quando foi nomeado; a política de dar aos diplomatas de certa categoria o status de arcebispo foi estabelecida posteriormente.
Na aposentadoria, Giovannetti escreveu um romance de espionagem que apareceu em italiano como Requiem per una spia em 1978 e em uma tradução para o inglês como Requiem for a Spy em 1983. Sua capa trazia a descrição "um romance sobre um falso padre e uma fé verdadeira". 

## Escritos
- Pio XII parla alla Chiesa del Silenzio. Editrice Ancona (em italiano). Milan: [s.n.] 1958
- Il Vaticano e la guerra: 1939-1940; note storiche. Libreria editrice vaticana (em italiano). [S.l.: s.n.] 1960[13]
- Il Palazzo è di vetro. Coines (em italiano). [S.l.: s.n.] 1975
- Roma, città aperta. Ancora. Rome: [s.n.] 1962
- Italians of America. Manor Books. [S.l.: s.n.] 1979 Originally L'America degli Italiani (Edizioni Paoline, 1975), Series: Problemi sociali d'oggi, volume 10.
- Requiem for a Spy. Doubleday. [S.l.: s.n.] 1983 Originally Requiem per una spia (l978)[14]
- Strada facendo in America. Quasi un Diario. Tipolithografia Balzanelli Aldo (em italiano). Monterotondo: [s.n.] 1988